# جاوید کلای
جاوید کلای (انگلیسی: Jawed Kalai؛ زادهٔ ۲۹ ژوئیهٔ ۲۰۰۰) بازیکن فوتبال است.